# Kuna, Idaho
Kuna är en stad (city) i Ada County, i delstaten Idaho, USA. Enligt United States Census Bureau har staden en folkmängd på 15 548 invånare (2011) och en landarea på 46,8 km².